# Yeso (mineral)
El yeso, piedra de yeso, yeso crudo, yeso natural o aljez es un mineral compuesto de sulfato de calcio hidratado; también, una roca sedimentaria de origen químico. Es un mineral muy común y puede formar rocas sedimentarias monominerales.
El yeso mineral cristaliza en el sistema monoclínico, en cristales de hábito prismático; tabular paralelo al segundo pinacoide; de forma rómbica con aristas biseladas en las caras. Se presenta en cristales, a veces grandes, maclados en punta de flecha y en punta de lanza; también en masas y agregados espáticos. Con frecuencia fácilmente exfoliable (selenita); puede ser sacaroideo y translúcido (alabastro), incoloro, blanco,  o de distintos colores, grisáceo, amarillento, rojizo o incluso negro, dependiendo de las inclusiones que contenga.

## Etimología e historia
Los términos yeso y aljez provienen del mismo étimo paleogreco, aunque por vías distintas. Yeso está tomado del latín gypsum, mientras que aljez proviene del árabe hispánico alǧiṣṣ, y este a su vez del árabe clásico جصص (ǧiṣṣ), del persa گچ (gač). Tanto el persa como el latín provienen, en última instancia, del griego antiguo γύψος (gýpsos).
En Aragón (España), en los pueblos del valle del Ebro, se denominan «aljezares» las zonas donde aparece este mineral, que es muy abundante, especialmente en estratos del Cenozoico. «Aljecero» o yesero es la persona que fabrica o vende yeso. «Aljezón» es un cascote de yeso.
En el valle del Ebro, los suelos de yeso originan una vegetación esteparia de gran valor ecológico llamada vegetación gipsófila. Plantas gispsófilas son la albada (Gypsophila hispanica) y asnallo (Ononis tridentata).
El yeso se conocía en inglés antiguo como spærstān, "piedra lanza", en referencia a sus proyecciones cristalinas. (Así, la palabra espato en mineralogía es a modo de comparación con el yeso, refiriéndose a cualquier mineral no mineral o cristal que se forma en proyecciones en forma de lanza).  A mediados del siglo XVIII, el clérigo, agricultor y agrónomo alemán Johann Friedrich Mayer investigó y divulgó el uso del yeso como fertilizante. El yeso puede actuar como fuente de azufre para el crecimiento de las plantas y, a principios del siglo XIX, se consideraba un fertilizante casi milagroso. Los agricultores estadounidenses estaban tan ansiosos por adquirirlo que se desarrolló un animado comercio de contrabando con Nueva Escocia, que dio lugar a la llamada "Guerra del yeso" de 1820.

## Yacimientos de yeso
El mineral de yeso es un constituyente común de rocas sedimentarias, particularmente depósitos de sal marina, y suelos formados directamente por evaporación o más tarde por hidratación de anhidrita. Los depósitos de yeso se originaron como consecuencia de la evaporación de disoluciones acuosas sobresaturadas en lagos o mares de poca profundidad. En España, este fenómeno tuvo lugar principalmente durante el Triásico y el Cenozoico. 
También puede aparecer por la reacción entre el ácido sulfúrico formado por la oxidación de sulfuros con rocas carbonatadas, por la acción de gases volcánicos sulfurosos sobre la roca que lo rodea, también como eflorescencias en minas y espeleotemas en cuevas.
A nivel industrial es muy importante el afloramiento yesífero de Sorbas, explotado desde época antigua, posiblemente incluso en época romana. El mineral, de gran pureza, se encuentra depositado en estratos de más de veinte metros de espesor perfectamente definidos, por lo que es muy apreciado en el sector minero. En algunos puntos es del tipo macrocristalino, conocido como yeso espejuelo. La formación cubre más de 1000 ha. En la zona existen tres explotaciones a cielo abierto con diversos frentes, que suministran materia prima para producir yeso para la construcción a gran parte del mundo. La mayor está situada a 1,7 km al SW del pueblo de Los Castaños.

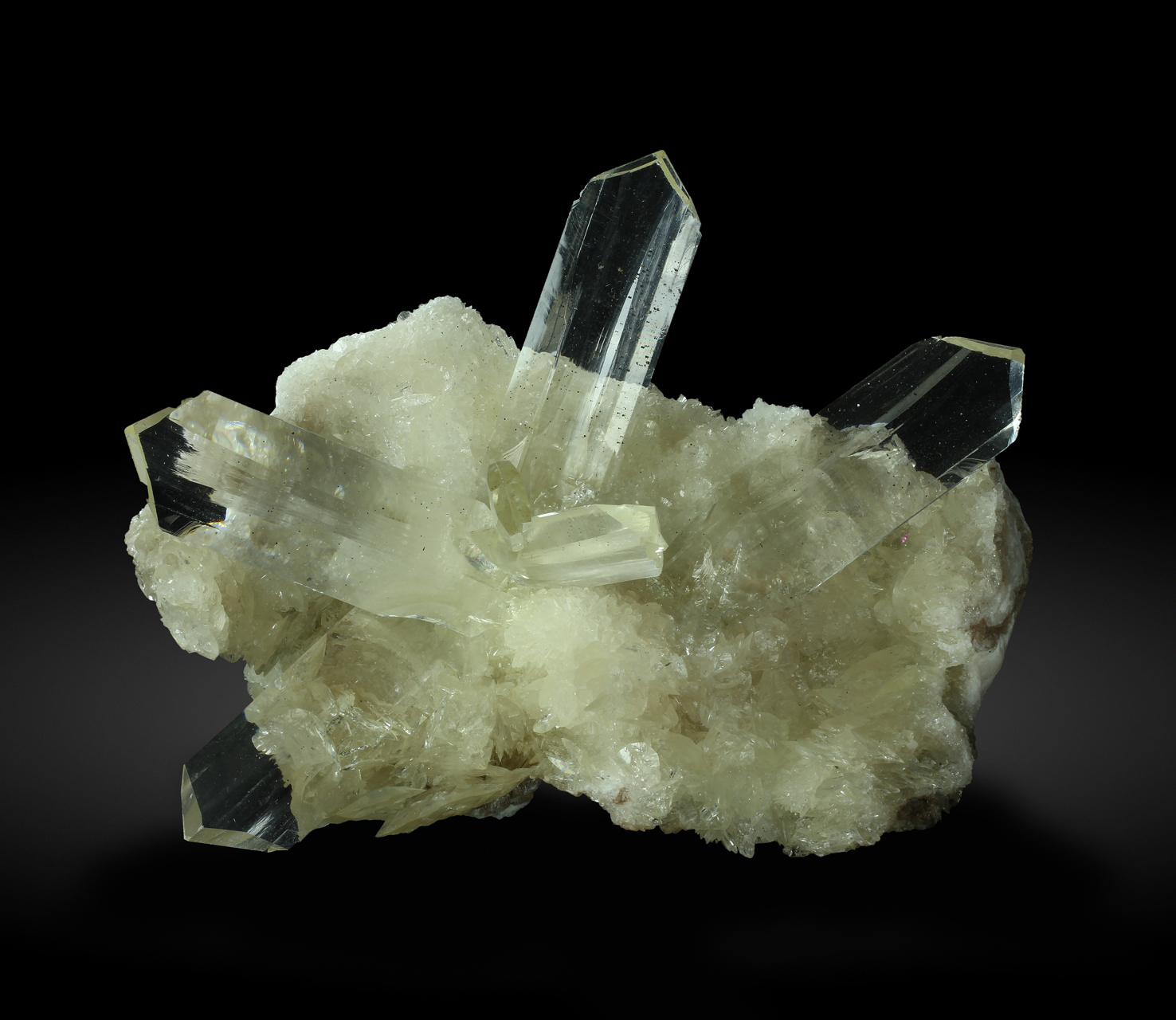
Cristales de yeso en una geoda en alabastro. Fuentes de Ebro, Zaragoza (España)

El yeso de Sorbas se depositó en el Messiniense, en un periodo de desecación del mar Mediterráneo. El hecho de que el yeso sea soluble al agua provoca fenómenos kársticos en los depósitos de yeso, que quedan expuestos a la acción del agua (cuevas, dolinas, cañones, etc.). Uno de los mayores karst de yeso de Europa es el karst en yesos de Sorbas, en la provincia de Almería, donde se cuentan más de mil entradas a cuevas, algunas incluso visitables turísticamente.
Entre los fenómenos kársticos del yeso también hay que destacar la formación de geodas, por la recristalización de yeso en grietas o huecos de la propia «roca» de yeso, pero que por la menor presión generan cristales mucho mayores que los circundantes. Una de las mayores geodas del mundo se encuentra en Pulpí, también en la provincia de Almería. En las canteras de alabastro de las inmediaciones de Fuentes de Ebro (Zaragoza) se encuentran cavidades con cristales totalmente transparentes, muy bien formados, con aspecto de espada romana, de hasta 10 cm de longitud. Estos cristales son muy apreciados en colecciones y museos

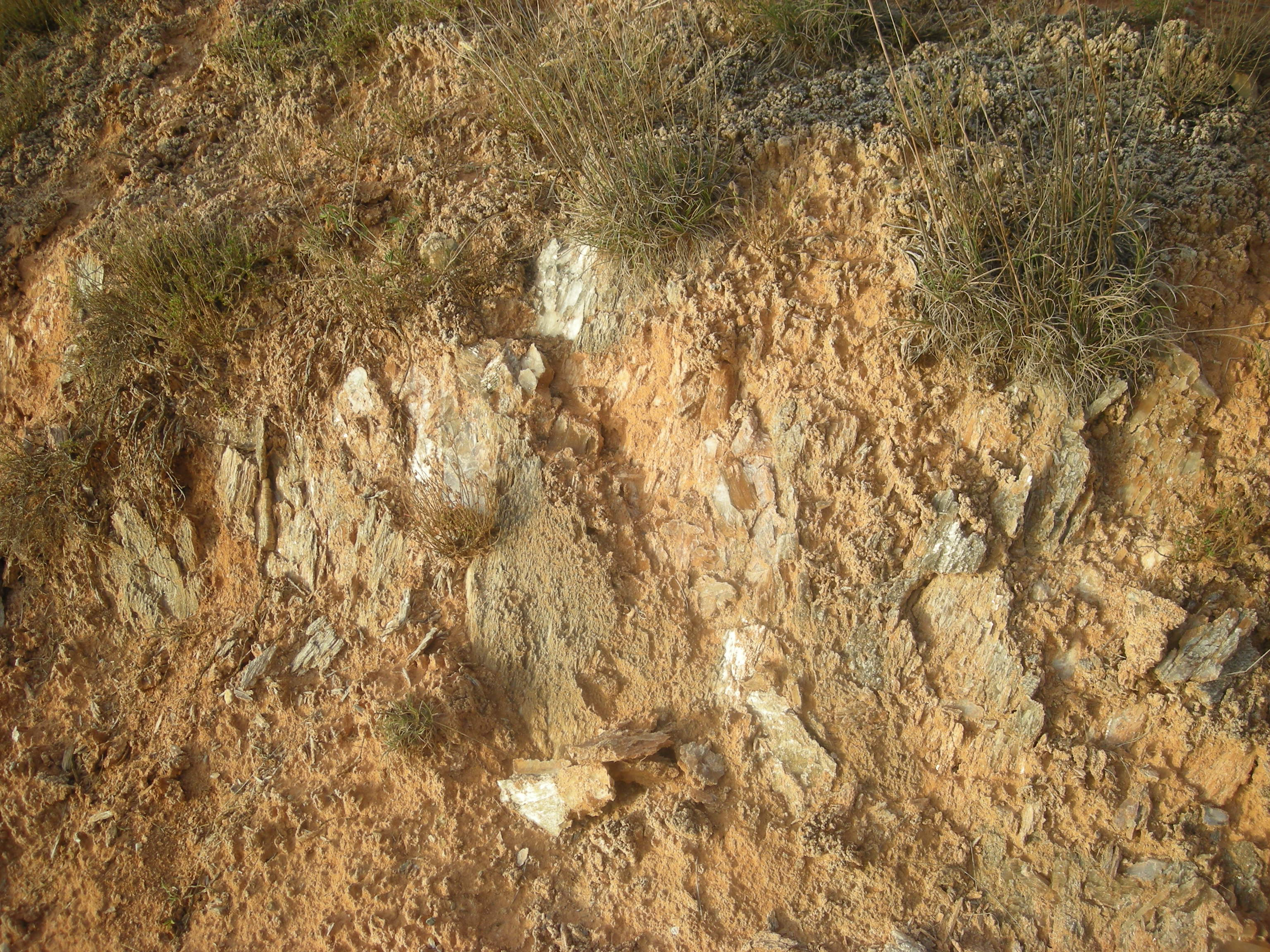
Afloramiento de yeso natural, Cuenca.

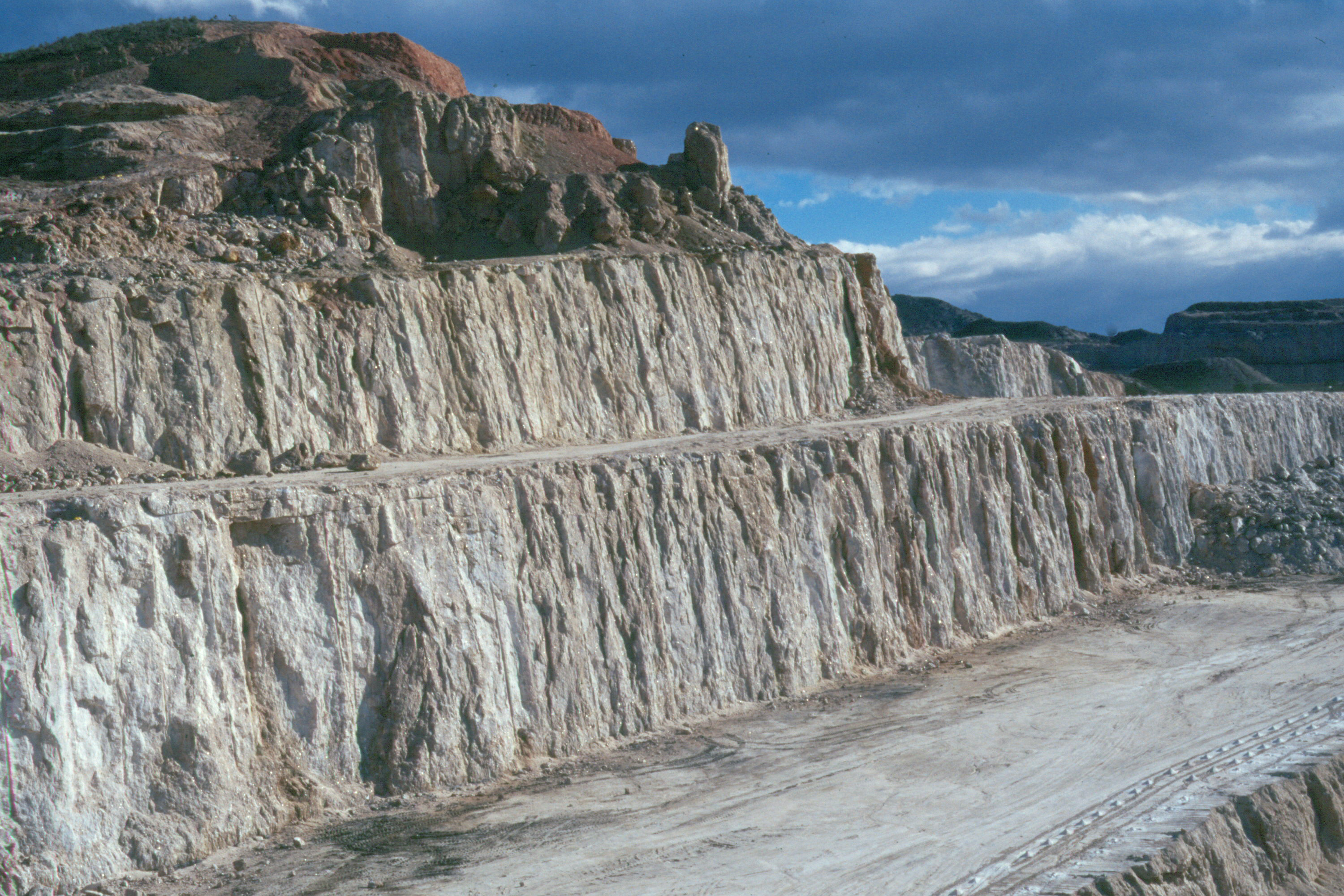
Cantera de yeso.

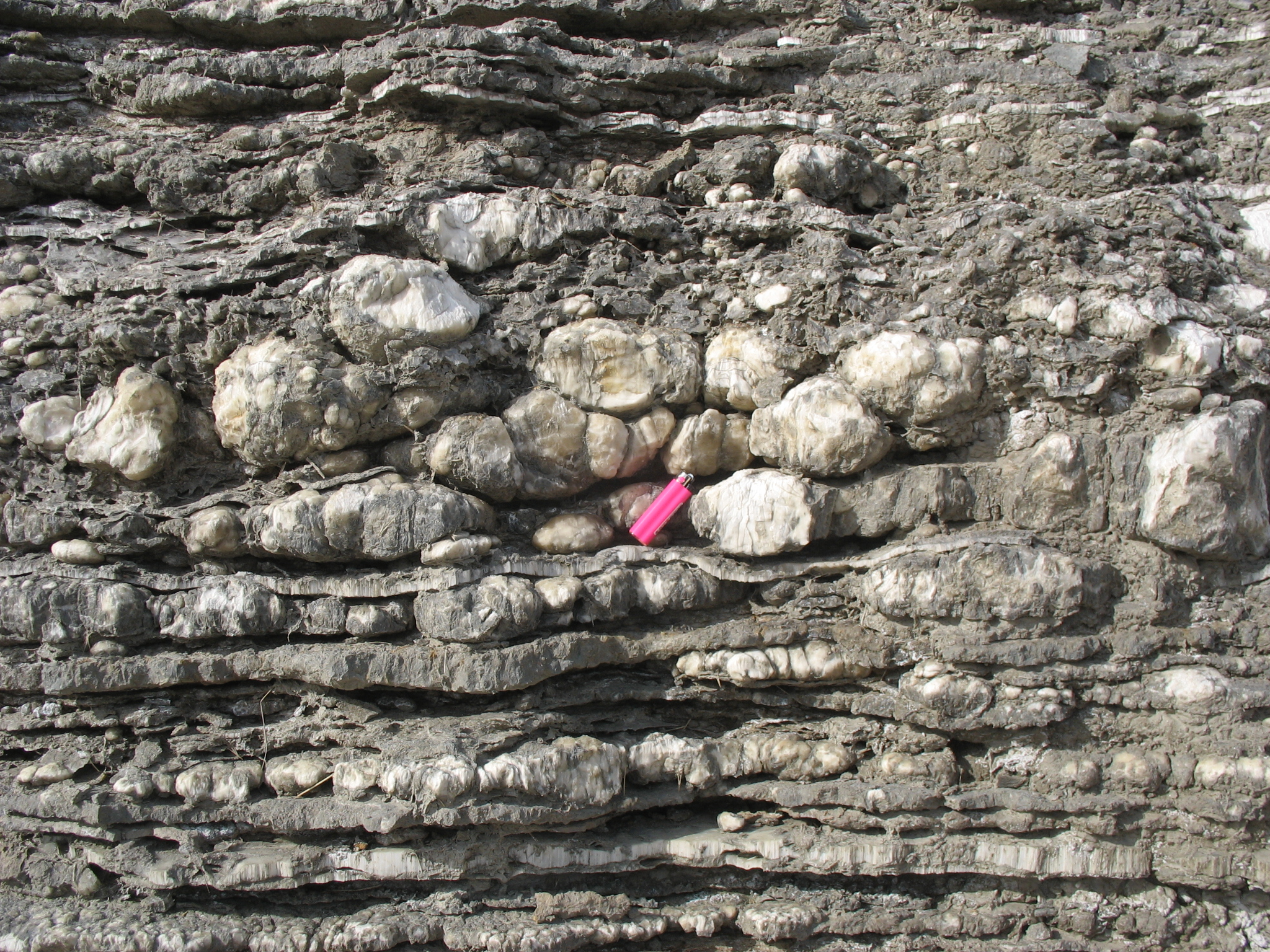
Afloramiento de yeso laminar fibroso, y nodular alabastrino (Cenozoico de Coslada, Madrid, España). Formas secundarias generadas durante la diagénesis.

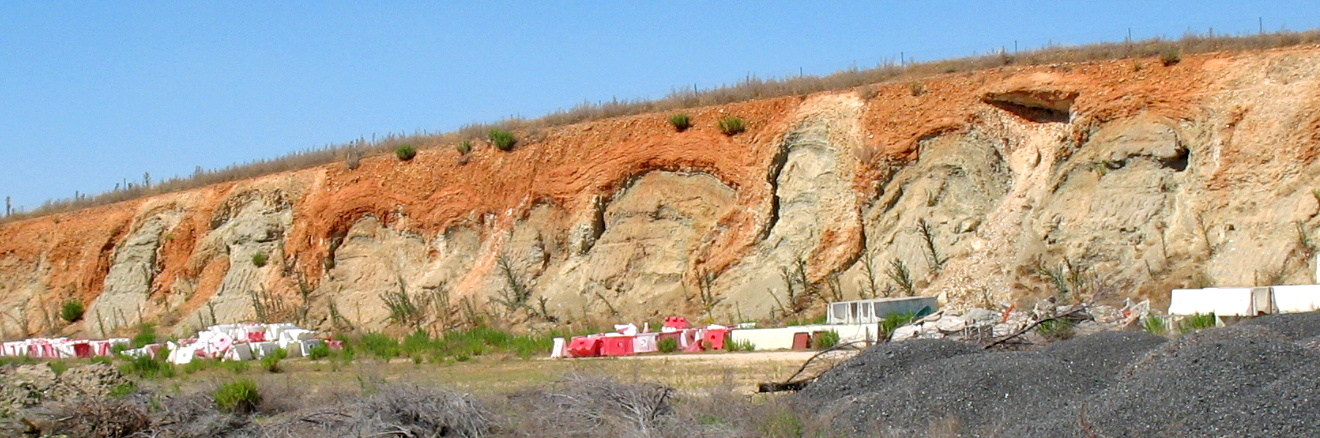
Disolución de capas de yeso y relleno por las gravas superiores.

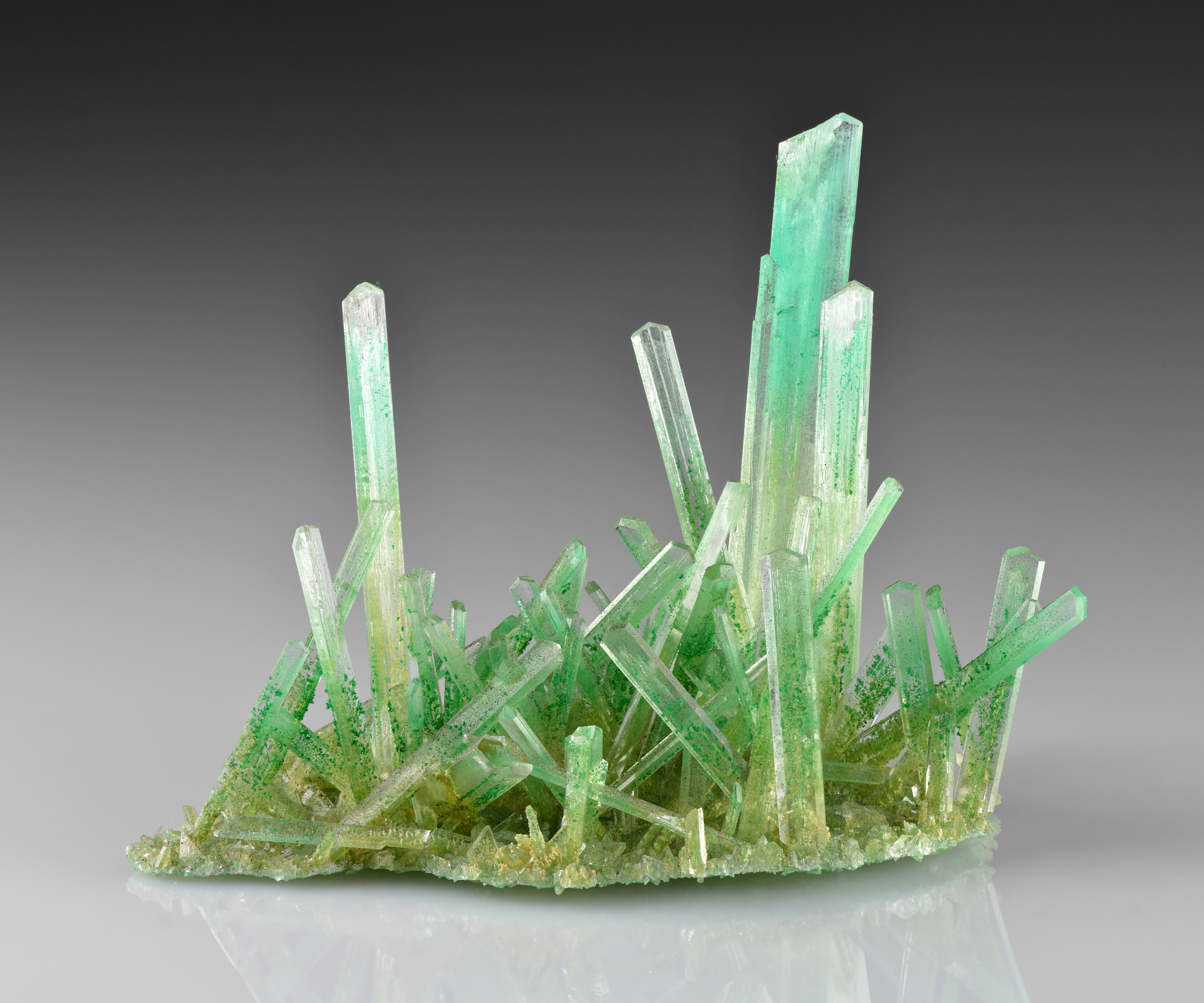
Cristales de yeso con inclusiones de herbertsmithita (Lubin, Polonia)

## Propiedades físicas

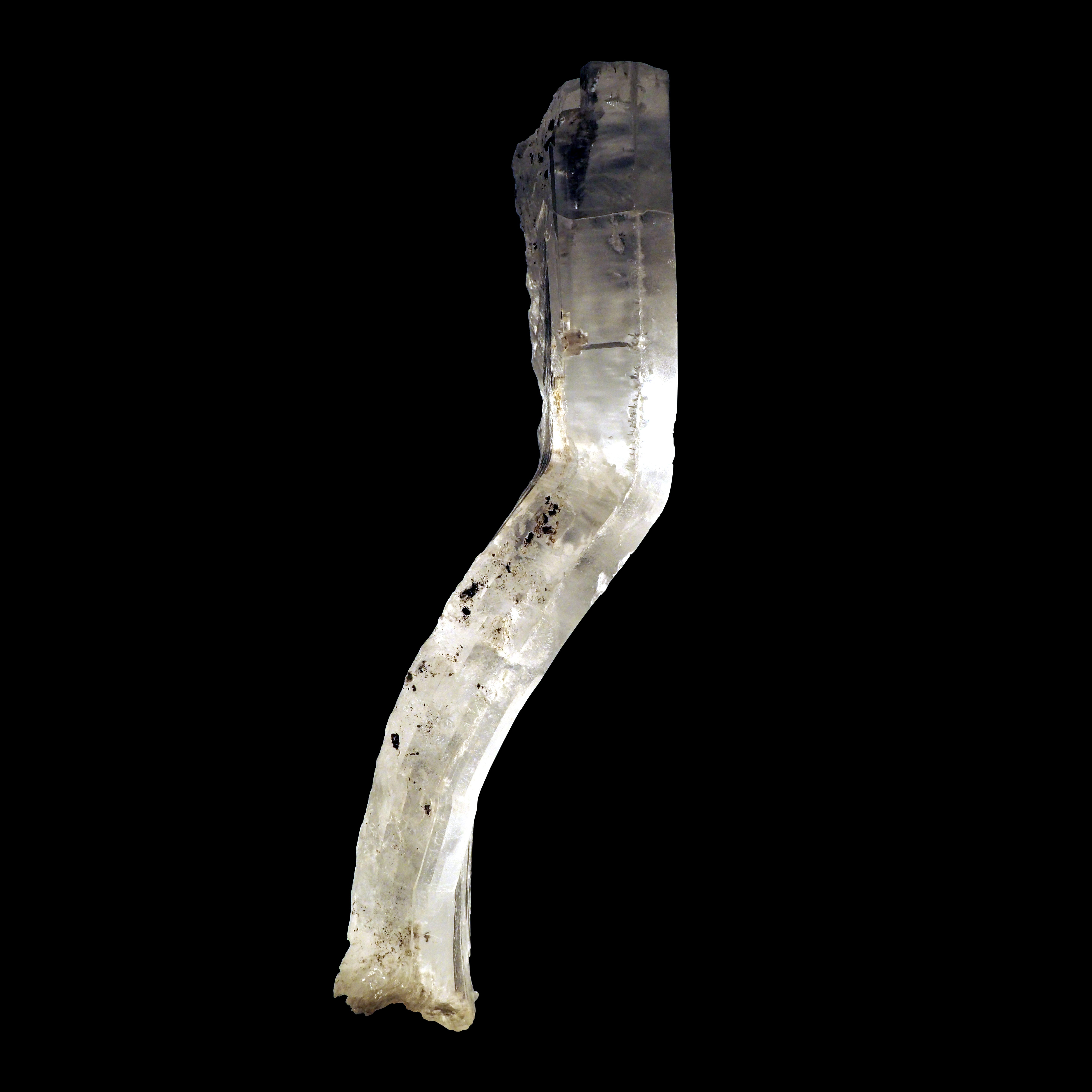
Los cristales de yeso son lo bastante blandos como para doblarse bajo la presión de la mano. Muestra expuesta en el Museo Cantonal de Geología de Lausana.

El yeso es moderadamente soluble en agua (~2,0-2,5 g/L a 25 °C) y, a diferencia de la mayoría de las demás sales, presenta una solubilidad retrógrada, volviéndose menos soluble a temperaturas más altas. Cuando el yeso se calienta en el aire pierde agua y se convierte primero en sulfato cálcico hemihidratado, (bassanita, a menudo llamado simplemente "yeso") y, si se calienta más, en sulfato cálcico anhidro (anhidrita).  Al igual que ocurre con la anhidrita, la solubilidad del yeso en soluciones salinas y en salmueras también depende en gran medida de la concentración de NaCl (sal de mesa común).
La estructura del yeso consiste en capas de iones de calcio (Ca2+) y sulfato (SO2−
4) fuertemente unidos. Estas capas están unidas por láminas de moléculas de agua de cristalización a través de enlaces de hidrógeno más débiles, lo que confiere al cristal una división perfecta a lo largo de las láminas (en el plano {010}).

## Variedades cristalinas
El yeso se presenta en la naturaleza como cristales aplanados y a menudo maclados y en masas transparentes y hendibles denominadas selenita. La selenita no contiene selenio significativo, sino que ambas sustancias recibieron su nombre de la antigua palabra griega para la Luna.
La selenita también puede presentarse en forma sedosa y fibrosa, en cuyo caso se denomina comúnmente "chispa satinada". Por último, también puede ser granular o bastante compacta. En muestras de tamaño manual, puede ser de transparente a opaco. Una variedad de yeso de grano muy fino, blanco o ligeramente tintado, llamado alabastro, es muy apreciado para trabajos ornamentales de diversa índole. En zonas áridas, el yeso puede presentarse en forma de flor, normalmente opaca, con granos de arena incrustados, llamada rosa del desierto. También forma algunos de los cristales más grandes que se encuentran en la naturaleza, de hasta 12 m (39,4 pies) de largo, en forma de selenita.

## Producción mundial
| 1.  | Estados Unidos | 21,2 |
| 2.  | Irán           | 16,0 |
| 3.  | China          | 15,5 |
| 4.  | Turquía        | 10,0 |
| 5.  | Tailandia      | 9,7  |
| 6.  | Omán           | 9,1  |
| 7.  | España         | 7,0  |
| 8.  | Rusia          | 5,5  |
| 9.  | México         | 5,4  |
| 10. | Japón          | 4,3  |
| 11. | Alemania       | 3,3  |
| 11. | Arabia Saudita | 3,3  |
| 13. | Brasil         | 3,0  |
| 13. | Canadá         | 3,0  |
| 13. | Francia        | 3,0  |

Fuente: USGS.

## Usos del yeso triturado
- El yeso triturado se usa para mejorar las tierras agrícolas, pues su composición química, rica en azufre y calcio, hace del yeso un elemento de gran valor como fertilizante de los suelos, empleando el mineral pulverizado para que sus componentes se puedan dispersar en el terreno.
- Una de las aplicaciones más recientes del yeso es la «remediación» de suelos, esto es, la eliminación de elementos contaminantes de los mismos, especialmente metales pesados.
- Se utiliza para obtener ácido sulfúrico.
- Se usa como material fundente en la industria cerámica.
- El polvo de aljez se emplea en los procesos de producción del cemento Portland, donde actúa como elemento retardador del fraguado.
- El yeso es la materia prima que, molturada y cocida en hornos especiales, sirve para obtener el yeso que se utiliza en la construcción, profusamente usado en albañilería como pasta para guarnecidos, enlucidos y revocos, o como pasta de agarre y de juntas.
- Se utiliza para obtener estucados, paneles de yeso prefabricados y escayolas.
- Un coagulante de tofu (cuajada de soja), lo que lo convierte en última instancia en una fuente importante de calcio en la dieta, especialmente en las culturas asiáticas, que tradicionalmente usan pocos productos lácteos.
- Un agente medicinal de la medicina tradicional china llamado shi gao.
- Un ingrediente común en la elaboración de hidromiel.
- Para las escayolas